# Portret de familie
Portret de familie este un film românesc din 2007 regizat de Marian Crișan. Rolurile principale au fost interpretate de actorii Gabriel Dihel, Tania Musina, Maria Junghietu, Petre Pletosu.

## Distribuție
Distribuția filmului este alcătuită din:
- Alexandru Drăgoi — Șeful de sală
- Gabriel Dihel — Mihai
- Petre Pletosu — Tatăl
- Maria Junghietu — Mama
- Radu Dan — Fratele lui Mihai
- Alexandru Molico — Nașul mare
- Ana Maria Pîslaru — Mătușa lui Mihai
- Tania Musina — Alina
- Andreas Petrescu
- Olimpiu Radu — Vecinul
- Constantin Dinulescu — Tatăl Alinei